# 6842 Крозіг
6842 Крозіг (6842 Krosigk) — астероїд головного поясу, відкритий 24 вересня 1960 року.
Тіссеранів параметр щодо Юпітера — 3,357.